# امیر جعفری صیقلانی
امیر جعفری صیقلانی (زاده ۲۸ دی ۱۳۸۰ در فومن) بازیکن فوتبال اهل ایران است که در پست مهاجم برای باشگاه گل گهر در لیگ برتر خلیج فارس بازی می‌کند.
از باشگاه های وی می توان به شهر خودرو (پدیده مشهد) و گل گهر سیرجان اشاره کرد.